# Jesper Parnevik
Jesper Parnevik (pronúncia sueca: [jɛspər paɳəviːk]; nascido em 7 de março de 1965, em Estocolmo) é um golfista profissional sueco, considerado o melhor de sempre da Suécia.

## Títulos
Conquistou 5 vitórias nos PGA Tour dos EUA (1998, 1999, 2000, 2000, 2001), 2 vitórias no Scandinavian Masters (1995 e 1998), e dois segundos lugares no British Open (1994 e 1997).